# 2023年黑海無人機事件
2023年黑海無人機事件，是指2023年3月14日上午，一架俄羅斯Su-27戰鬥機攔截並損壞一架美國MQ-9收割者偵察機，導致其墜入黑海。成為自冷戰以來，俄羅斯與美國空軍首次直接接觸。
美國空軍稱事件是「魯莽、危害環境且不專業」。而俄羅斯國防部則聲稱沒有發生任何飛機觸碰或使用武器，然而，执行任务的飛行員最终被授予獎章，以表揚他們「防止」一架美國無人機「侵犯俄羅斯臨時領空」的行動。

## 背景
2023年3月14日清晨，屬於美國空軍的MQ-9收割者偵察機從羅馬尼亞一個基地起飛，可能是位於肯皮亞圖爾濟的羅馬尼亞空軍第71空軍基地。無人機原定進行黑海上的例行偵察任務，卻在途中被兩架俄羅斯戰鬥機攔截。
這一事件發生在俄羅斯和美國關係緊張升級之際，拜登政府對俄羅斯實施制裁，並試圖孤立俄羅斯，以回應俄烏戰爭。美國國防部發言人帕特里克·萊德（Patrick S. Ryder）將軍表示，攔截飛機的情況並不罕見，俄羅斯戰鬥機可能正在進行例行巡邏。

## 事發過程
美國歐洲司令部表示，當一架俄羅斯飛機在MQ-9收割者偵察機上方時飛行時，無人機正飛越黑海國際水域。其中一架俄羅斯飛機飛到了無人機前方，並在無人機上方噴出燃料，接著另一架俄羅斯飛機損毀無人機的螺旋槳，迫使它在黑海墜毀。事件發生於當地時間早上7:03左右。根據美國空軍公布的地圖顯示，碰撞和後續墜毀發生在克里米亞西南的黑海地區。美軍表示，在碰撞之前，俄羅斯戰機多次向MQ-9收割者偵察機噴射燃料，可能是企圖使其失去視野或損壞，並在無人機前方進行不安全的機動飛行。
萊德表示，這架無人機與烏克蘭領土相距甚遠，但他沒有給出確切的位置。烏克蘭聲稱它在蛇島外墜毀；馬克·米利將軍表示，這架無人機墜毀在黑海的一個深度達1,500（5,000英尺）的區域，使得打撈工作變得困難，並意味著其位置並不在蛇島附近。在螺旋槳受損後，該無人機滑翔飛行，降落在克里米亞西南方的國際水域上空。在飛行過程中，該無人機的軟件被清除以避免被捕獲。
萊德拒絕談論美國尋回這架無人機的行動，但指出俄羅斯未能找回它。一天後，美國國家安全會議戰略溝通協調官約翰·柯比表示或許永遠無法找回飛機，而俄羅斯聯邦安全會議秘書尼古拉·帕特魯舍夫則聲稱俄羅斯將嘗試找回該無人機。美國尋回飛機的工作不僅因水深而複雜化，而且該地區缺乏海軍資源。到了美國東部時間3月15日晚，未具名的美國官員告訴《ABC新聞》，俄羅斯船隻已到達墜機現場，可能已撿起部分殘骸。約翰·柯比並未證實此事，但表示美國已「讓他們無法從無人機殘骸中獲取任何有價值情報」。
根據美國官員的說法，騷擾該無人機的命令是由俄羅斯國防部發出的，而飛行員並非任意行動。

## 反應

### 美國
根據約翰·柯比的說法，2023年3月14日早上，美國國家安全顧問傑克·沙利文向美國總統喬·拜登匯報了此次事件。北約最高盟軍司令克里斯托弗·卡沃利（Christopher Cavoli）將軍向北約盟國匯報了此次事件。白宮和五角大廈強烈譴責該無人機被擊落的行為，並警告可能有升級的風險。
俄羅斯駐美國大使因此事件被美國國務院召見。美國公布一段影片來支持他們的說法，即燃料被灑在了該無人機上，使螺旋槳受損。

### 俄羅斯
俄羅斯國防部表示，該美國無人機關閉其識別裝置，並稱其戰鬥機沒有與該無人機接觸，反而聲稱無人機是由於「劇烈機動」而墜毀。國防部表示，「俄羅斯戰機沒有使用其空中武器，也沒有與該無人機接觸，安全返回了本國的空軍基地。」
據《路透社》報導，俄羅斯駐美國大使阿納托利·安東諾夫在與國務院官員會面後表示，「我們將此事件視為一種挑釁」。
2023年3月17日，俄羅斯國防部長謝爾蓋·紹伊古向參與此事件的俄羅斯戰鬥機飛行員頒發國家勳章。

## 外部連結
- 從無人機拍攝的事件經過 （页面存档备份，存于）